# فولتا كاتالونيا 2001
فولتا كاتالونيا 2001 (بالإسبانية: Volta a Cataluña 2001)‏ هو سباق دراجات هوائية، وهو الموسم رقم 81 من السباق، وأقيم خلال الفترة 21 يونيو 2001، وحتى 28 يونيو 2001، وامتدّ لمسافة 1009.3 كيلومتر، وهو أحد سباقات Hors catégorie ‏.
فاز فيه بالمركز الأول  خوسيبا بيلوكي، وبالمركز الثاني  إيغور غونزاليس دي غالديانو، وبالمركز الثالث  فرناندو إسكارتن.

## الفائزون
| الترتيب | الفائز                     |
| ------- | -------------------------- |
| الفائز  | خوسيبا بيلوكي              |
| الثاني  | إيغور غونزاليس دي غالديانو |
| الثالث  | فرناندو إسكارتن            |